# Kanton Allonnes (Sarthe)
Der Kanton Allonnes war von 1982 bis 2015 ein französischer Wahlkreis im Arrondissement Le Mans, im Département Sarthe und in der Region Pays de la Loire; sein Hauptort war Allonnes.

## Geografie
Der Kanton Allonnes lag im Mittel 77 Meter über Normalnull, zwischen 38 Meter in Allonnes und 131 Meter in Chaufour-Notre-Dame.
Der Kanton lag im Zentrum des Départements Sarthe südwestlich von Le Mans. Er grenzte im Westen an den Kanton Loué, im Norden an die Kantone Conlie und Le Mans-Nord-Ouest, im Osten an die Kantone Le Mans-Ouest und Le Mans-Sud-Ouest und im Süden an die Kantone Écommoy und La Suze-sur-Sarthe.   

## Gemeinden
Der Kanton bestand aus sechs Gemeinden:
| Gemeinde              | Einwohner Jahr | Fläche km² | Bevölkerungsdichte | Code INSEE | Postleitzahl |
| --------------------- | -------------- | ---------- | ------------------ | ---------- | ------------ |
| Allonnes              | 11.047 (2013)  | 18,07      | 611 Einw./km²      | 72003      | 72700        |
| Chaufour-Notre-Dame   | 1.078 (2013)   | 11,19      | 96 Einw./km²       | 72073      | 72550        |
| Fay                   | 604 (2013)     | 9,48       | 64 Einw./km²       | 72130      | 72550        |
| Pruillé-le-Chétif     | 1.278 (2013)   | 10,30      | 124 Einw./km²      | 72247      | 72700        |
| Rouillon              | 2.295 (2013)   | 9,15       | 251 Einw./km²      | 72257      | 72700        |
| Saint-Georges-du-Bois | 1.994 (2013)   | 7,23       | 276 Einw./km²      | 72280      | 72700        |

## Bevölkerungsentwicklung
| 1962  | 1968   | 1975   | 1982   | 1990   | 1999   | 2006   |
| ----- | ------ | ------ | ------ | ------ | ------ | ------ |
| 7.784 | 14.364 | 19.129 | 20.283 | 19.066 | 18.732 | 18.111 |